# Batillipes lesteri
Batillipes lesteri är en djurart som tillhör fylumet trögkrypare, och som beskrevs av Kristensen och Brian Mackness 2000. Batillipes lesteri ingår i släktet Batillipes och familjen Batillipedidae. Inga underarter finns listade i Catalogue of Life.